# Meister des Schwabacher Altares

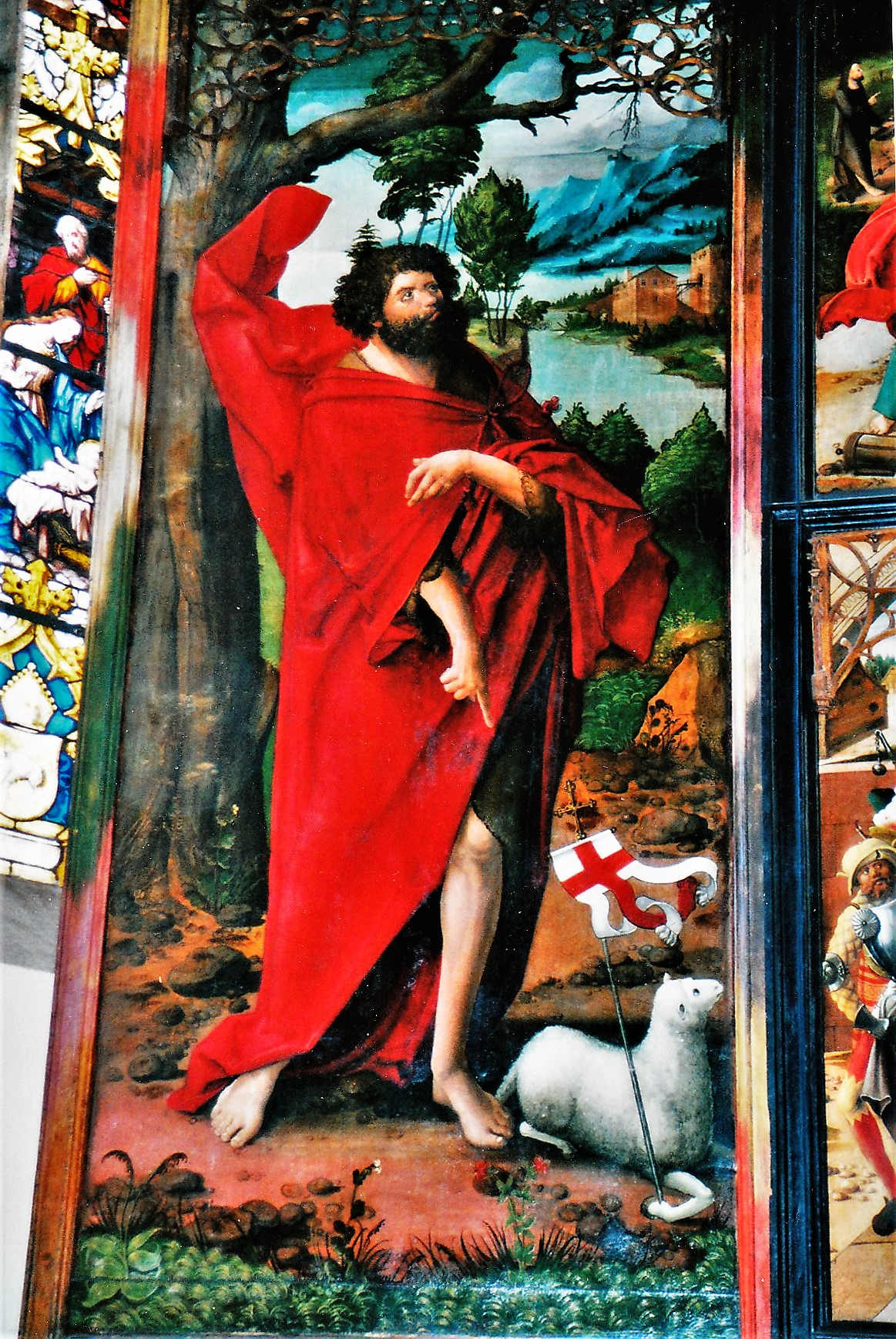
Meister des Schwabacher Altares: Johannes der Täufer. Schwabacher Altar, um 1506/1507

Als Meister des Schwabacher Altares oder Meister des Schwabacher Hochaltars wird ein mittelalterlicher Maler bezeichnet, der Anfang des 16. Jahrhunderts tätig war. Der namentlich nicht bekannte Maler erhielt seinen Notnamen nach den Bildern, die er für den Altar der Stadtkirche St. Johannes und St. Martin in Schwabach bei Nürnberg gemalt hat. Der zwischen 1506 und 1508 errichtete Flügelaltar ist bereits seit den Anfängen der Kunstgeschichte als Schwabacher Altar bekannt, die Bilder des Meisters des Schwabacher Altares stellen Szenen aus dem Leben der Kirchenpatrone der Schwabacher Stadtkirche dar, zum einen vier biblische Szenen aus dem Leben von Johannes dem Täufer, zum anderen vier Szenen aus den Legenden um den Heiligen Martin. Der Meister war bei seiner Arbeit am Altar aller Wahrscheinlichkeit nach in der Nürnberger Werkstatt von Michael Wolgemut tätig. Der Altar war bei dieser bestellt worden und Wolgemut selbst soll zwei weitere Bilder zum Altar beigetragen haben. Der Malstil des Meisters des Schwabacher Altares hebt sich von diesen Bildern seines Werkstattleiters ab und zeigt bereits mehr Ähnlichkeiten mit dem Stil von Albrecht Dürer, der ebenfalls bei Wolgemut arbeitete. Der Stil des Meisters ist bereits weniger formelhaft und freier als der traditionelle Malstil im Nürnberg seiner Zeit.